# Lucius Pomponius Maternus
Lucius Pomponius Maternus war ein im 1. Jahrhundert n. Chr. lebender römischer Politiker.
Durch Militärdiplome ist belegt, dass Maternus am 9. September 97 zusammen mit Quintus Glitius Atilius Agricola Suffektkonsul war.
Er war vermutlich der Vater des Quintus Pomponius Maternus, einem Suffektkonsul von 128.